# Новопокровский (Челябинская область)
Новопокро́вский — поселок в Кизильском районе Челябинской области России, административный центр Новопокровского сельского поселения.

## География
Расположено на юго-западе области, у реки Худолаз, в 330 км на юго-запад от областного центра города Челябинска и в 8 км от районного центра села Кизильского.Высота над уровнем моря 330 м.

## История
Основан в 1903 году казаками-переселенцами из Покровки Оренбургской губернии.
В 1928 году появилась начальная школа, в 1929 году была образована коммуна, но она просуществовала недолго, в 1930 году организован колхоз «Пролетарская воля».
В 1949 году колхоз объединили с Балашовкой, в 1951—1952 годах — с Богдановским.
В 1955 году произошло разъединение колхозов, в том же году в посёлке появился новый клуб, при котором открылась библиотека.
В 1960 году колхоз «Пролетарская воля» объединился с Кизильским.
В 1965 году была построена новая 9-классная школа на краю деревни в сторону Чернышевки. В ней стали учиться дети посёлков Новопокровского и Чернышевского.
С 1973 года по 1975 год шло строительство крупного свиноводческого комплекса.
В 1983 году колхоз отделился от Кизильского и стал называться колхозом «Новопокровский».
В 1994 году в посёлке построили двухэтажную школу.
В 1993 году в посёлке создана сельская администрация, в том же году улицы получили официальное название: Ленина, Молодёжная, Комсомольская.

## Население
| 2002 | 2003 | 2006 | 2010 |
| ---- | ---- | ---- | ---- |
| 497  | ↗559 | ↗566 | ↘531 |

В 1921 году в селе было 10 дворов, с 1921 по 1945 — 30 дворов, с 1945 по 1970 — 40 дворов, с 1971 по 1975 — 78. Кирпичных — 6, панельных — 3, блочных — 9, смешанного типа — 65, деревянных — 27, саманных — 13.В 2003 году всего население посёлка составляло 559 человек. Из них: мужчин: 187, женщин 216, детей 156.

## Инфраструктура
В Новопокровском действует школа 1994 года постройки, с одиннадцатилетним обучением, есть отделение  «Почты России».